# Biju Janata Dal
Le Biju Janata Dal (BJD) est un parti politique indien présent en Odisha et dirigé par Naveen Patnaik, ministre en chef de l'Odisha depuis 2000. 
Naveen Patnaik a repris le siège de député de son père, Biju Patnaik (en), en 1997 comme membre du Janata Dal. La même année, il quitte ce parti et fonde le Biju Janata Dal afin de s'allier au Bharatiya Janata Party au sein de l'Alliance démocratique nationale (NDA). Naveen Patnaik a notamment été ministre des mines en 1998 dans le gouvernement d'Atal Bihari Vajpayee.
Le BJD quitte la NDA en 2009 en raison d'un désaccord avec le BJP sur le partage des sièges.